# Torneo di pallacanestro maschile NCAA Division I 1943
Il Torneo di pallacanestro maschile NCAA Division I 1943 si disputò dal 24 marzo al 30 marzo 1943. Si trattò della quinta edizione del torneo.
Vinsero il titolo i Cowboys dell'Università del Wyoming. Kenny Sailors venne eletto Most Outstanding Player.

## Risultati
|  | Quarti di finale | Quarti di finale   | Quarti di finale |                 |                  | Semifinali | Semifinali | Semifinali |  |  | Finale nazionale | Finale nazionale | Finale nazionale |
|  |                  |                    |                  |                 |                  |            |            |            |  |  |                  |                  |                  |
|  |                  | Georgetown Hoyas   | 55               |                 |                  |            |            |            |  |  |                  |                  |                  |
|  |                  | NYU Violets        | 36               |                 |                  |            |            |            |  |  |                  |                  |                  |
|  |                  | NYU Violets        | 36               |                 | Georgetown Hoyas | 53         |            |            |  |  |                  |                  |                  |
|  |                  |                    |                  |                 | Georgetown Hoyas | 53         |            |            |  |  |                  |                  |                  |
|  |                  |                    | DePaul B. Demons | 49              |                  |            |            |            |  |  |                  |                  |                  |
|  |                  | Dartmouth B. Green | DePaul B. Demons | 49              | 35               |            |            |            |  |  |                  |                  |                  |
|  |                  | Dartmouth B. Green |                  |                 | 35               |            |            |            |  |  |                  |                  |                  |
|  |                  | DePaul B. Demons   | 46               |                 |                  |            |            |            |  |  |                  |                  |                  |
|  |                  |                    |                  |                 |                  |            |            |            |  |  |                  | Georgetown Hoyas | 34               |
|  |                  |                    |                  | Wyoming Cowboys | 46               |            |            |            |  |  |                  |                  |                  |
|  |                  | Wyoming Cowboys    | 53               |                 |                  |            |            |            |  |  |                  |                  |                  |
|  |                  | Oklahoma Sooners   | 50               |                 |                  |            |            |            |  |  |                  |                  |                  |
|  |                  | Oklahoma Sooners   | 50               |                 | Wyoming Cowboys  | 58         |            |            |  |  |                  |                  |                  |
|  |                  |                    |                  |                 | Wyoming Cowboys  | 58         |            |            |  |  |                  |                  |                  |
|  |                  |                    | Texas Longhorns  | 54              |                  |            |            |            |  |  |                  |                  |                  |
|  |                  | Washington Huskies | Texas Longhorns  | 54              | 55               |            |            |            |  |  |                  |                  |                  |
|  |                  | Washington Huskies |                  |                 | 55               |            |            |            |  |  |                  |                  |                  |
|  |                  | Texas Longhorns    | 59               |                 |                  |            |            |            |  |  |                  |                  |                  |

### Finale nazionale
| Arbitri: | Matty Begovich Pat Kennedy |

|                 |            |              |
| Sailors 16      | Punti      | 8 Feeney     |
| Everett Shelton | Allenatori | Elmer Ripley |

| Campione NCAA 1943        |
| ------------------------- |
| Wyoming Cowboys 1º titolo |

## Formazione vincitrice
|    | Naz.                   | Ruolo | Sportivo        |  |  |  |  |
| -- | ---------------------- | ----- | --------------- |  |  |  |  |
| 4  | Stati Uniti (bandiera) | A     | Kenny Sailors   |  |  |  |  |
| 7  | Stati Uniti (bandiera) | G     | Jimmy Collins   |  |  |  |  |
| 27 | Stati Uniti (bandiera) | C     | Milo Komenich   |  |  |  |  |
|    | Stati Uniti (bandiera) | G     | Jimmy Darden    |  |  |  |  |
|    | Stati Uniti (bandiera) | G     | Lewis Roney     |  |  |  |  |
|    | Stati Uniti (bandiera) | A     | Kenneth Tallman |  |  |  |  |
|    | Stati Uniti (bandiera) | G     | Floyd Volker    |  |  |  |  |
|    | Stati Uniti (bandiera) | A     | Jim Weir        |  |  |  |  |
|    | Stati Uniti (bandiera) | G     | Don Waite       |  |  |  |  |
|    | Stati Uniti (bandiera) | G     | Earl Ray        |  |  |  |  |
|    | Stati Uniti (bandiera) | A     | Jimmy Reese     |  |  |  |  |
|    | Stati Uniti (bandiera) | A     | Charles Castle  |  |  |  |  |
|    | Stati Uniti (bandiera) | G     | Jack Downey     |  |  |  |  |
|    | Stati Uniti (bandiera) | G     | Vernon Jensen   |  |  |  |  |
|    | Stati Uniti (bandiera) | C     | Antone Katana   |  |  |  |  |

- Allenatore:  Everett Shelton